# Дом профессоров Ягеллонского университета
 Памятник культуры Малопольского воеводства: регистрационный номер А-971 от 21 марта 1994 года.
Дом профессоров Ягеллонского университета (пол. Dom profesorów Uniwersytetu Jagiellońskiego) — название здания, находящегося в Польше на территории краковского центрального городского района Дзельница I Старе-Място по адресу аллея Словацкого, 15. Памятник культуры Малопольского воеводства.
Здание было построено в 1928 году Ягеллонским университетом для проживания в нём профессуры. Здание в стиле ар-деко спроектировали польские архитекторы Людвиг Войтычко, Стефан Желенский и Пётр Юркевич.
В 2010 году здание было отремонтировано.
21 марта 1994 года здание было внесено в реестр памятников культуры Малопольского воеводства (№ А-971).